# Turbe (Travnik)

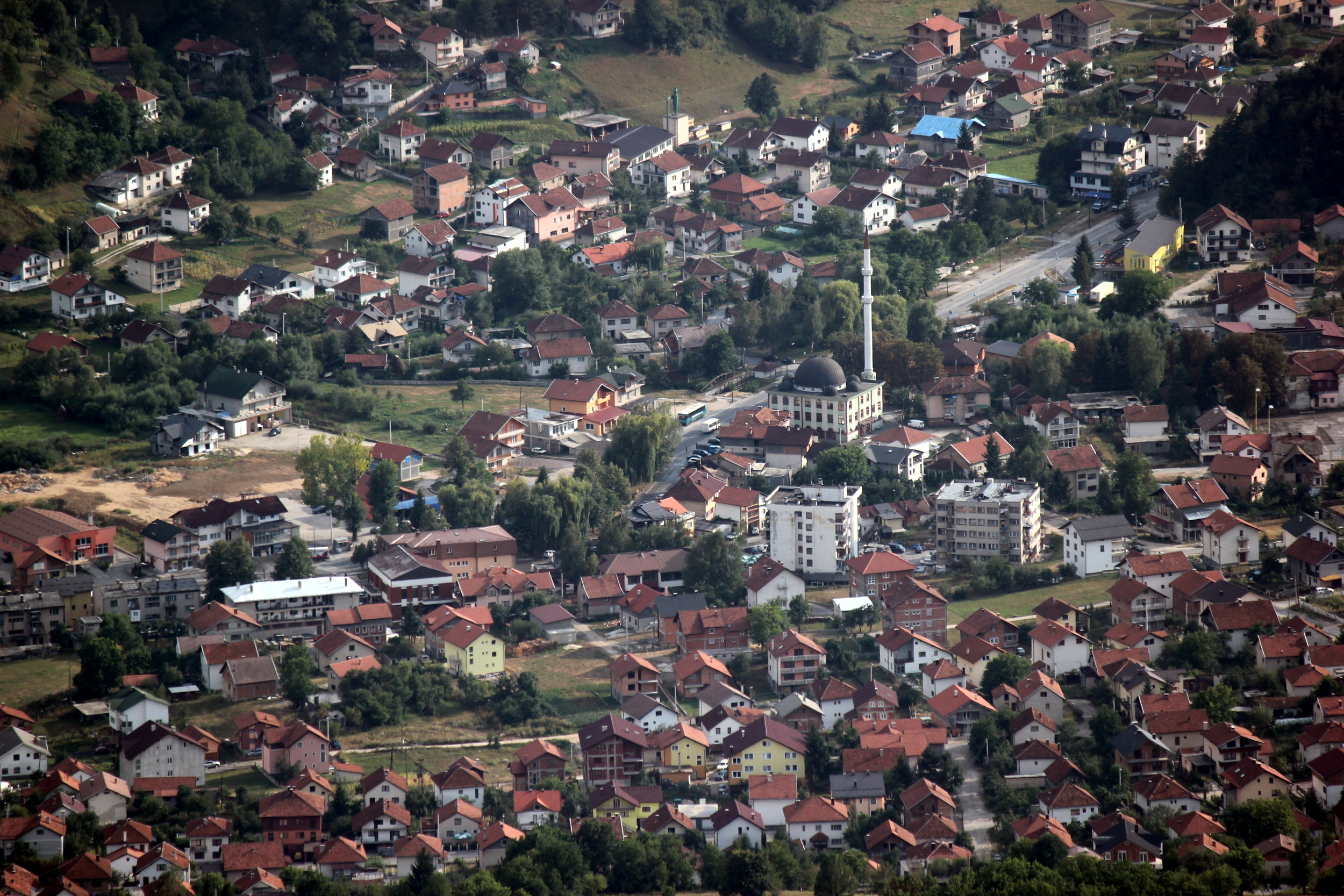
Blick vom Vlašić auf Turbe

Turbe (serbokroatisch-kyrillisch Турбе) ist ein zur Gemeinde Travnik gehörender Ort in Zentralbosnien und liegt etwa 600 m. Der Ort liegt am Fuß des 1943 m. i. J. hohen Bergmassivs Vlašić.

## Geografie
Die Ortschaft Turbe liegt im oberen Tal der Lašva ungefähr sieben Kilometer westlich von Travnik an der M5 Richtung Donji Vakuf. Hier vereinigen sich die beiden Quellbäche Karaulska Lašva (vom Karaulapass kommend) und Komarska Lašva (vom Komarpass).

## Geschichte

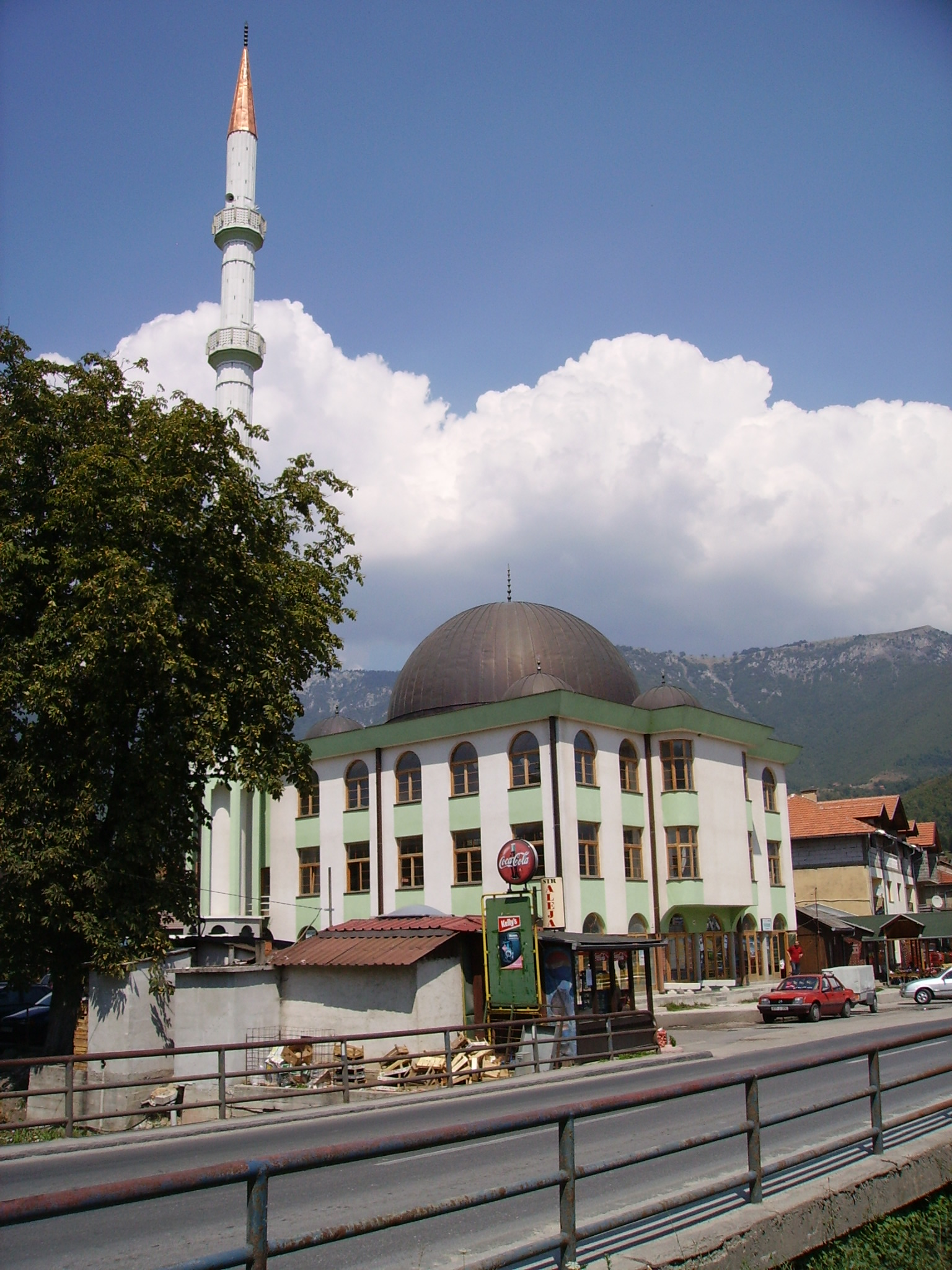
Die Moschee von Turbe

Im 15. Jahrhundert wurde das Dorf durch die Osmanen erobert. 1878 wurde Turbe als Ergebnis des Berliner Kongresses unter österreichisch-ungarische Verwaltung gestellt.
Im Zweiten Weltkrieg wurde der Ort stark zerstört. Bei der Schlacht bei Travnik, bei der Ende 1943 die Jugoslawische Volksbefreiungsarmee gegen kroatische NDH-Truppen kämpften, starben insgesamt 3000 Menschen, darunter 1000 Zivilisten.
Im Bosnienkrieg von 1992 bis 1995 befand sich Turbe über lange Zeit direkt an der Frontlinie und wurde teilweise stark zerstört. Der Wiederaufbau ist weitgehend abgeschlossen.

## Bevölkerung
|            | 2013 | 2013 | 1991 | 1991    | 1981 | 1981    | 1971 | 1971    |
| ---------- | ---- | ---- | ---- | ------- | ---- | ------- | ---- | ------- |
| Einwohner  | 4029 | 4029 | 4549 | 4549    | 3519 | 3519    | 1816 | 1816    |
| Bosniaken  | -    | -    | 2154 | 47,35 % | 1658 | 47,12 % | 798  | 43,94 % |
| Serben     | -    | -    | 1056 | 23,21 % | 774  | 21,99 % | 486  | 43,94 % |
| Kroaten    | -    | -    | 996  | 21,98 % | 731  | 20,77 % | 454  | 25,00 % |
| Jugoslawen | -    | -    | 309  | 6,79 %  | 322  | 9,15 %  | 60   | 3,3 %   |
| Andere     | -    | -    | 34   | 0,75 %  | 34   | 0,97 %  | 18   | 0,99 %  |

## Sport
Wichtigster Verein des Ortes ist der Fußballklub NK Vlašić Turbe, der bis 2007 in der 2. Liga der Föderation Bosnien und Herzegowina, der damals fünfgleisigen 3. Liga des Landes, spielte.

## Verkehr
Turbe hatte seit 1894 einen Bahnhof an der Bahnstrecke Lašva–Donji Vakuf–Gornji Vakuf/Jajce. Die Bahn mit Bosnischer Spurweite von 760 mm verkehrte auf einzelnen Abschnitten mit Zahnradantrieb. Die Schmalspurzüge oder deren Lokomotiven wurden im jugoslawischen Volksmund liebevoll „Ćiro“ genannt. 1975 wurde der Betrieb der Schmalspurbahn eingestellt und die Gleise abgebaut.